# Lijst van rijksmonumenten in Tiel (plaats)
De plaats Tiel telt 72 inschrijvingen in het rijksmonumentenregister. Hieronder een overzicht.
| Object | Oorspronkelijke functie?    | Bouwjaar                                              | Architect                | Locatie                                                                     | Coördinaten?                  | Nr.?   | Afbeelding                                |
| --- | --------------------------- | ----------------------------------------------------- | ------------------------ | --------------------------------------------------------------------------- | ----------------------------- | ------ | ----------------------------------------- |
| Koetshuis van Ambtmanshuis | Bijgebouwen kastelen enz.   | 1525 (start bouw)                                     |                          | Ambtmanstraat 17                                                            | 51° 53' 11" NB, 5° 25' 59" OL | 35546  | Meer afbeeldingen                         |
| Gepleisterd dwarshuis met zadeldak | Woonhuis                    | 18e eeuw                                              |                          | Achterweg bij 3                                                             | 51° 53' 8" NB, 5° 26' 5" OL   | 35547  | Gepleisterd dwarshuis met zadeldak        |
| Gepleisterd pand met verdieping en half zadeldak | Woonhuis                    | Laat-middeleeuws                                      |                          | Sint Agnietenstraat 13                                                      | 51° 53' 10" NB, 5° 26' 11" OL | 35549  | Meer afbeeldingen                         |
| Herenhuis met verdieping en omlopend schilddak | Werk-woonhuis               | 1840 (renovatie 1888)                                 |                          | Sint Agnietenstraat 17                                                      | 51° 53' 9" NB, 5° 26' 11" OL  | 35550  | Meer afbeeldingen                         |
| Pand met gepleisterde gevel onder rechte gootlijsten en zadeldak | Woonhuis                    | Waarschijnlijk late middeleeuwen                      |                          | Sint Agnietenstraat 19                                                      | 51° 53' 9" NB, 5° 26' 12" OL  | 35551  | Meer afbeeldingen                         |
| Pand met gepleisterde gevel onder rechte gootlijsten en zadeldak | Woonhuis                    | Waarschijnlijk late middeleeuwen                      |                          | Sint Agnietenstraat 21                                                      | 51° 53' 9" NB, 5° 26' 12" OL  | 35552  | Meer afbeeldingen                         |
| Pand met lijstgevel, getoogde poort en twee hardstenen schamppalen | Woonhuis                    | 19e eeuw                                              |                          | Sint Agnietenstraat 26                                                      | 51° 53' 8" NB, 5° 26' 13" OL  | 35553  | Meer afbeeldingen                         |
| Herenhuis met verdieping en zadeldak | Woonhuis                    | Eind 18e eeuw                                         |                          | Ambtmanstraat 9                                                             | 51° 53' 12" NB, 5° 26' 5" OL  | 35554  | Meer afbeeldingen                         |
| Breed pand van negen vensterassen, met verdieping en schilddak | Dienstwoning                | derde kwart 19e eeuw                                  |                          | Ambtmanstraat 15                                                            | 51° 53' 13" NB, 5° 26' 0" OL  | 35555  | Meer afbeeldingen                         |
| Ambtmanshuis | Dienstwoning                | Vanaf 16e eeuw                                        |                          | Ambtmanstraat 17                                                            | 51° 53' 13" NB, 5° 26' 0" OL  | 35556  | Meer afbeeldingen                         |
| Herenhuis met acht vensterassen brede lijstgevel, bij een samentrekking van oudere huizen opgetrokken                                                                     | Woonhuis                    | Circa 1800                                            |                          | Ambtmanstraat 12                                                            | 51° 53' 13" NB, 5° 26' 5" OL  | 35558  | Meer afbeeldingen                         |
| Oud Burger Mannen- en Vrouwenhuis | Sociale zorg, liefdadigheid | 1804                                                  |                          | Ambtmanstraat 24                                                            | 51° 53' 14" NB, 5° 26' 2" OL  | 35559  | Meer afbeeldingen                         |
| Gepleisterd pand ter breedte van vijf vensterassen met verdieping en zadeldak en gepleisterd hoekpand ter breedte van acht vensterassen met verdieping en een mansardekap | Werk-woonhuis               | Kern ouder dan 19e eeuw                               |                          | Ambtmanstraat 30 en Hoogeinde 2                                             | 51° 53' 14" NB, 5° 25' 59" OL | 35560  | Meer afbeeldingen                         |
| Herenhuis met verdieping, ter breedte van vijf vensterassen | Woonhuis                    | eerste kwart 19e eeuw                                 |                          | Gasthuisstraat 20                                                           | 51° 53' 15" NB, 5° 26' 6" OL  | 35561  | Meer afbeeldingen                         |
| Gepleisterd herenhuis met verdieping en zadeldak | Woonhuis                    | Waarschijnlijk laat-middeleeuws                       |                          | Gasthuisstraat 24                                                           | 51° 53' 15" NB, 5° 26' 5" OL  | 35562  | Meer afbeeldingen                         |
| Pand met verdieping en hoog zadeldak tussen puntgevels | Woonhuis                    | Waarschijnlijk laat-middeleeuws                       |                          | Gasthuisstraat 96                                                           | 51° 53' 16" NB, 5° 25' 59" OL | 35563  | Meer afbeeldingen                         |
| Hardstenen pomp | Straatmeubilair             | 1768                                                  |                          | Markt                                                                       | 51° 53' 31" NB, 5° 25' 35" OL | 35564  | Meer afbeeldingen                         |
| Geboortehuis van generaal Chassee | Boerderij                   | 18e eeuw                                              |                          | Kalverbos 4                                                                 | 51° 53' 15" NB, 5° 25' 54" OL | 35565  | Meer afbeeldingen                         |
| Herenhuis met gepleisterde gevels, middenrisaliet, verdieping en omlopend afgeknot schilddak met dakkapel en oeil-de-boeufs                                               | Woonhuis                    | Karakter derde kwart 19e eeuw doch vermoedelijk ouder |                          | Kalverbos 6                                                                 | 51° 53' 14" NB, 5° 25' 54" OL | 35566  | Meer afbeeldingen                         |
| Sacristie van de Sint-Maartenskerk | Kerk en kerkonderdeel       |                                                       |                          | Kerkplein 2                                                                 | 51° 53' 7" NB, 5° 26' 5" OL   | 35567  | Meer afbeeldingen                         |
| Grote of Sint-Maartenskerk | Kerk en kerkonderdeel       | Circa 1420-1430                                       |                          | Kerkplein 4                                                                 | 51° 53' 6" NB, 5° 26' 3" OL   | 35568  | Meer afbeeldingen                         |
| Toren van de Sint-Maartenskerk | Kerk en kerkonderdeel       | Na 1440                                               |                          | Kerkplein bij 4                                                             | 51° 53' 6" NB, 5° 26' 2" OL   | 35569  | Meer afbeeldingen                         |
| Gepleisterd huis met verdieping en schilddak, haaks op het plein | Woonhuis                    | 18e of 19e eeuw                                       |                          | Kerkplein 5                                                                 | 51° 53' 8" NB, 5° 26' 5" OL   | 35570  | Meer afbeeldingen                         |
| Pand bestaande uit gedeelten. Aan het Kerkplein een zes assen breed huis met verdieping en schilddak                                                                      | Woonhuis                    | midden 19e eeuw (karakter)                            |                          | Kerkplein 6                                                                 | 51° 53' 8" NB, 5° 26' 5" OL   | 35571  | Meer afbeeldingen                         |
| Pand met eenvoudige puntgevel met vlechtingen en vorkankers. Zes- en vierruitsschuiframen                                                                                 | Woonhuis                    | 18e eeuw                                              |                          | Kerkstraat 23                                                               | 51° 53' 11" NB, 5° 26' 8" OL  | 35572  | Meer afbeeldingen                         |
| Winkelpand met lijstgevel. Geblokte deuromlijsting met gestoken kalf en hoofdgestel met triglyphenfries. Inwendig een balklaag met moer- en kinderbinten                  | Winkel                      | 17e eeuw 1790 (steen)                                 |                          | Kerkstraat 6                                                                | 51° 53' 13" NB, 5° 26' 8" OL  | 35573  | Meer afbeeldingen                         |
| Pakhuis met verdieping en zadeldak. Vormt een geheel met nummer 30a | Werk-woonhuis               | waarschijnlijk 18e eeuw                               |                          | Kerkstraat 30                                                               | 51° 53' 11" NB, 5° 26' 7" OL  | 35574  | Meer afbeeldingen                         |
| Pakhuis met verdieping en zadeldak. Vormt een geheel met het buurnummer 30                                                                                                | Woonhuis                    | waarschijnlijk 18e eeuw                               |                          | Kerkstraat 30A                                                              | 51° 53' 11" NB, 5° 26' 7" OL  | 35575  | Meer afbeeldingen                         |
| Gepleisterd pand naast het koor van de Sint Caeciliakapel. Rechts opkamer. Verdieping en zadeldak                                                                         | Woonhuis                    | 16e of 17e eeuw                                       |                          | Kerkstraat 32                                                               | 51° 53' 10" NB, 5° 26' 6" OL  | 35576  | Meer afbeeldingen                         |
| Sint Caeciliakapel | Kerk en kerkonderdeel       | 15e eeuw                                              |                          | Kerkstraat 34                                                               | 51° 53' 10" NB, 5° 26' 6" OL  | 35577  | Meer afbeeldingen                         |
| Voormalige synagoge | Kerk en kerkonderdeel       | 1837 (stichtingssteen )                               |                          | Koninginnestraat 13                                                         | 51° 53' 8" NB, 5° 26' 14" OL  | 35578  | Meer afbeeldingen                         |
| Korenbeurs | Handel en kantoor           | 1849                                                  |                          | Korenbeursplein 2                                                           | 51° 53' 12" NB, 5° 26' 8" OL  | 35579  | Meer afbeeldingen                         |
| Groot pand, bestaande uit twee evenwijdige vleugels onder zadeldaken tussen puntgevels                                                                                    | Woonhuis                    | waarschijnlijk 17e eeuw                               |                          | Koornmarkt 20                                                               | 51° 53' 11" NB, 5° 26' 14" OL | 35580  | Meer afbeeldingen                         |
| R.K. begraafplaats | Begraafplaats en -onderdeel | 1836                                                  |                          | J.D. van Leeuwenstraat                                                      | 51° 53' 32" NB, 5° 25' 47" OL | 35581  | Meer afbeeldingen                         |
| Begraafplaats "Ter Navolging" | Begraafplaats en -onderdeel | 1786                                                  |                          | Lingedijk                                                                   | 51° 53' 25" NB, 5° 25' 37" OL | 35582  | Meer afbeeldingen                         |
| Aarden wal | Omwalling                   | 1802 (sluitsteen)                                     |                          | Tussen het westelijke uiteinde van de Hoogeindsestraat en de Oliemolensteeg | 51° 53' 18" NB, 5° 25' 59" OL | 35583  | Meer afbeeldingen                         |
| Buitensociëteit Bellevue | Vergadering en vereniging   | 1842                                                  |                          | Ophemertsedijk 2                                                            | 51° 53' 1" NB, 5° 26' 14" OL  | 35584  | Meer afbeeldingen                         |
| Sociëteit | Vergadering en vereniging   | Na 1789                                               |                          | Plein 46                                                                    | 51° 53' 11" NB, 5° 26' 23" OL | 35585  | Meer afbeeldingen                         |
| Zuilengalerij Vismarkt | Handel en kantoor           | 1789                                                  |                          | Vismarkt op Plein                                                           | 51° 53' 15" NB, 5° 26' 18" OL | 35586  | Meer afbeeldingen                         |
| Vestingmuur Tolhuiswal | Fort, vesting en -onderdeel | 1500                                                  |                          | Waalstraat                                                                  | 51° 53' 9" NB, 5° 26' 22" OL  | 35587  | Meer afbeeldingen                         |
| Gymnasium | Onderwijs en wetenschap     | Circa 1860                                            |                          | Sint Walburg 2                                                              | 51° 53' 14" NB, 5° 25' 53" OL | 35588  | Meer afbeeldingen                         |
| Linkervleugel van een symmetrisch opgezet blok herenhuizen | Werk-woonhuis               | 1860                                                  |                          | Sint Walburg 3                                                              | 51° 53' 14" NB, 5° 25' 52" OL | 35589  | Meer afbeeldingen                         |
| Linkervleugel van een symmetrisch opgezet blok herenhuizen | Werk-woonhuis               | Circa 1860                                            |                          | Sint Walburg 4                                                              | 51° 53' 14" NB, 5° 25' 51" OL | 35590  | Meer afbeeldingen                         |
| Middenpartij van symmetrisch opgezet blok herenhuizen. Twee balkons op gesneden consoles en met ijzeren hekjes. Attiekverdieping met getoogde venstergroepen              | Werk-woonhuis               | Circa 1860                                            |                          | Sint Walburg 5                                                              | 51° 53' 14" NB, 5° 25' 50" OL | 35591  | Meer afbeeldingen                         |
| Rechtervleugel van een symmetrisch opgezet blok herenhuizen. Rechts een hoekpaviljoen met driehoekige afdekking. Balkon op gesneden consoles en met ijzeren balkonhek     | Werk-woonhuis               | Circa 1860                                            |                          | Sint Walburg 6                                                              | 51° 53' 14" NB, 5° 25' 50" OL | 35592  | Meer afbeeldingen                         |
| Herenhuis met hoge verdieping en schilddak | Woonhuis                    | derde kwart 19e eeuw                                  |                          | Sint Walburg 7                                                              | 51° 53' 14" NB, 5° 25' 49" OL | 35593  | Meer afbeeldingen                         |
| Herenhuis met verdieping en dak, dat een geheel uitmaakt met de daken der belendende panden                                                                               | Woonhuis                    | derde kwart 19e eeuw                                  |                          | Sint Walburg 8                                                              | 51° 53' 14" NB, 5° 25' 49" OL | 35594  | Meer afbeeldingen                         |
| Herenhuis met verdieping en schilddak, dat een geheel uitmaakt met het dak van nr 8                                                                                       | Woonhuis                    | derde kwart 19e eeuw                                  |                          | Sint Walburg 9                                                              | 51° 53' 14" NB, 5° 25' 48" OL | 35595  | Meer afbeeldingen                         |
| Pand van vijf vensterassen met verdieping en hoog zadeldak tussen tot puntgevels verminkte oorspronkelijke trapgevels                                                     | Woonhuis                    | waarschijnlijk 15e eeuw                               |                          | Sint Walburgstraat 17                                                       | 51° 53' 13" NB, 5° 25' 55" OL | 35598  | Meer afbeeldingen                         |
| Pand op de hoek van de eerste achterstraat | Werk-woonhuis               | waarschijnlijk 17e eeuw (vleugel)                     |                          | Sint Walburgstraat 19                                                       | 51° 53' 13" NB, 5° 25' 55" OL | 35599  | Meer afbeeldingen                         |
| Laat-gotisch huis van het Nederrijnse type met verdieping | Werk-woonhuis               |                                                       |                          | Weerstraat 47                                                               | 51° 53' 11" NB, 5° 26' 18" OL | 35600  | Meer afbeeldingen                         |
| Laat-gotisch huis van het Nederrijns type met verdieping en hoog zadeldak                                                                                                 | Werk-woonhuis               |                                                       |                          | Weerstraat 49                                                               | 51° 53' 11" NB, 5° 26' 18" OL | 35601  | Meer afbeeldingen                         |
| Pand met verdieping | Werk-woonhuis               | 16e of vroeg 17e eeuw (oorsprong)                     |                          | Westluidensestraat 3                                                        | 51° 53' 11" NB, 5° 26' 16" OL | 35602  | Meer afbeeldingen                         |
| Binnengracht | Gracht                      | vermoedelijk ca. 1500                                 |                          | Verloop binnengracht Rechtbankstraat/Grotebrugse Grintweg                   | 51° 53' 11" NB, 5° 25' 46" OL | 35603  | Meer afbeeldingen                         |
| Gepleisterde boerderij met hoog, rieten schilddak | Boerderij                   | 18e eeuw                                              |                          | Lingeweg 1                                                                  | 51° 53' 48" NB, 5° 24' 16" OL | 35604  | Meer afbeeldingen                         |
| Boerderij op T-vormige plattegrond | Boerderij                   | 1849 (jaartalankers)                                  |                          | Burgemeester Meslaan 78                                                     | 51° 53' 47" NB, 5° 24' 45" OL | 35605  | Boerderij op T-vormige plattegrond        |
| 'Nieuw-geerestein' | Woonhuis                    | derde kwart 19e eeuw                                  |                          | Burgemeester Meslaan 121                                                    | 51° 53' 46" NB, 5° 24' 21" OL | 35606  | Meer afbeeldingen                         |
| Boerderij 'Het haagje' | Boerderij                   | 1723 (jaartalankers)                                  |                          | Hamse Biezen 3                                                              | 51° 53' 29" NB, 5° 23' 6" OL  | 35613  | Upload foto                               |
| Huis Zorgvliet | Woonhuis                    | midden 19e eeuw                                       |                          | Burgemeester Meslaan 81                                                     | 51° 53' 44" NB, 5° 24' 38" OL | 419844 | Meer afbeeldingen                         |
| Joodse begraafplaats | Begraafplaats en -onderdeel | 1827-1828                                             |                          | Voor de Kijkuit bij 7                                                       | 51° 53' 28" NB, 5° 25' 54" OL | 520651 | Joodse begraafplaats                      |
| Metaheerhuisje | Begraafplaats en -onderdeel | 1868                                                  |                          | Voor de Kijkuit bij 7                                                       | 51° 53' 28" NB, 5° 25' 54" OL | 520652 | Metaheerhuisje                            |
| Toegangshek Joodse begraafplaats | Erfscheiding                | 1868                                                  |                          | Voor de Kijkuit bij 7                                                       | 51° 53' 28" NB, 5° 25' 54" OL | 520653 | Meer afbeeldingen                         |
| Sint-Dominicuskerk | Kerk en kerkonderdeel       | 1939-1940                                             |                          | Sint Walburgkerkpad 1                                                       | 51° 53' 12" NB, 5° 25' 52" OL | 520655 | Meer afbeeldingen                         |
| Onderkelderde pastorie bestaat uit twee vleugels in L-vorm | Kerkelijke dienstwoning     | 1939-1940                                             |                          | Sint Walburgkerkpad 3                                                       | 51° 53' 13" NB, 5° 25' 51" OL | 520656 | Meer afbeeldingen                         |
| Ambtmanstuin | Tuin, park en plantsoen     | 1855-1860                                             |                          | Ambtmanstraat bij 17                                                        | 51° 53' 11" NB, 5° 25' 60" OL | 520658 | Meer afbeeldingen                         |
| Ambtmanstuin | Tuin, park en plantsoen     | 1875-1900                                             |                          | Ambtmanstraat bij 17                                                        | 51° 53' 11" NB, 5° 25' 60" OL | 520659 | Meer afbeeldingen                         |
| Burgerweeshuis | Sociale zorg, liefdadigheid | 1904                                                  |                          | Achterweg 11                                                                | 51° 53' 8" NB, 5° 26' 0" OL   | 520660 | Meer afbeeldingen                         |
| Dubbel herenhuis | Woonhuis                    | 1894                                                  |                          | Ambtmanstraat 20                                                            | 51° 53' 14" NB, 5° 26' 3" OL  | 520661 | Meer afbeeldingen                         |
| Vrijstaande villa in Neo-Renaissancestijl | Woonhuis                    | 1898                                                  |                          | Burgemeester Meslaan 1                                                      | 51° 53' 26" NB, 5° 25' 21" OL | 520662 | Vrijstaande villa in Neo-Renaissancestijl |
| Kantongerecht | Gerechtsgebouw              | 1879-1882                                             | Johan Frederik Metzelaar | Nieuwe Tielseweg 1                                                          | 51° 53' 1" NB, 5° 26' 11" OL  | 520663 | Meer afbeeldingen                         |
| Pannenhuys | Woonhuis                    | 1930                                                  |                          | Meester Troelstrastraat 1                                                   | 51° 53' 14" NB, 5° 25' 37" OL | 520664 | Meer afbeeldingen                         |
| Terrein waarin nederzetting uit de Romeinse Tijd | Archeologisch monument      | Late Middeleeuwen                                     |                          |                                                                             | 51° 52' 3" NB, 5° 24' 43" OL  | 527883 | Upload foto                               |
| Nieuwe Hollandse Waterlinie Cluster 801 Inundatiekanaal Tiel: Aanleg Inundatiekanaal en begeleidende dijken                                                               | Fort, vesting en -onderdl   | 1881-1886                                             |                          | Inundatiedijk-Zuid                                                          | 51° 52' 35" NB, 5° 24' 20" OL | 532480 | Meer afbeeldingen                         |
| Inundatiekanaal Tiel: Inlaatsluis / rivierwaterkering / brug | Fort, vesting en -onderdl   | 1881-1886                                             |                          | Ophemertsedijk                                                              | 51° 52' 41" NB, 5° 25' 38" OL | 532482 | Meer afbeeldingen                         |
| Inundatiekanaal Tiel: Doorlaatsluis / damsluis / schotbalkenkering / brug                                                                                                 | Fort, vesting en -onderdl   | 1881-1886                                             |                          | Kruisstraat                                                                 | 51° 52' 39" NB, 5° 25' 9" OL  | 532483 | Meer afbeeldingen                         |
| Inundatiekanaal Tiel: Doorlaatsluis / damsluis / schotbalkenkering / brug                                                                                                 | Fort, vesting en -onderdl   | 1881-1886                                             |                          | Lingedijk / Lingeweg                                                        | 51° 52' 31" NB, 5° 23' 31" OL | 532484 | Meer afbeeldingen                         |
| Inundatiekanaal Tiel: Brug | Fort, vesting en -onderdl   | 1881-1886                                             |                          | Floraweg                                                                    | 51° 52' 34" NB, 5° 24' 14" OL | 532485 | Meer afbeeldingen                         |
| Inundatiekanaal Tiel: Grondduiker | Fort, vesting en -onderdl   | 1881-1886                                             |                          | Inundatiedijk-Zuid                                                          | 51° 52' 34" NB, 5° 24' 9" OL  | 532486 | Meer afbeeldingen                         |
| Inundatiekanaal Tiel: Duiker | Fort, vesting en -onderdl   | 1881-1886                                             |                          | Lingedijk                                                                   | 51° 52' 30" NB, 5° 23' 29" OL | 532487 | Meer afbeeldingen                         |
| Inundatiekanaal Tiel: Sluiswachterswoning | Militair verblijfsgebouw    | 1881-1886                                             |                          | Ophemertsedijk 1                                                            | 51° 52' 43" NB, 5° 25' 42" OL | 532488 | Meer afbeeldingen                         |
| Inundatiekanaal Tiel: Houten schotbalkenloods | Militaire opslagplaats      | 1881-1886                                             |                          | Ophemertsedijk 1                                                            | 51° 52' 43" NB, 5° 25' 40" OL | 532489 | Meer afbeeldingen                         |
| Inundatiekanaal Tiel: Nissenhut / opslaggebouw / magazijn | Militair verblijfsgebouw    | 1881-1886                                             |                          | Ophemertsedijk 1                                                            | 51° 52' 43" NB, 5° 25' 40" OL | 532490 | Meer afbeeldingen                         |